# 五十嵐正邦
五十嵐正邦（日语：五十嵐 正邦）日本漫画家。北海道釧路市出身。獨協大学卒業。大学就學時為漫畫研究會所屬成員。
主要以少年漫畫進行活動。也以搞笑漫画、喜劇漫畫為主要類型發表作品。

## 簡歷
- 2007年 - 獲得第67回赤塚賞佳作受獎。
- 2008年 - 《週刊少年Jump》（集英社）以短篇正式出道。
- 2014年 - 《週刊少年Magazine》（講談社）以作為首次連載出道作。

## 作品列表
- 都會失樂園（コーポ失楽園）（《週刊少年Magazine》2014年30號 - 43號、講談社、全1卷）東立出版社
- 凸凹動畫（凸凹アニメーション）原作：宮島雅憲（《週刊少年Magazine》2015年27號 - 40號、講談社、全2卷）東立出版社
- 最近的偵探真沒用（まったく最近の探偵ときたら）（《電擊魔王》2016年6月號 - 連載中、ASCII Media Works/KADOKAWA、出版15卷）台灣角川
- 川柳少女（川柳少女）（《週刊少年Magazine》2016年47號 - 2020年21號、講談社、全13卷）
- 午夜的傾心旋律（真夜中ハートチューン）（《週刊少年Magazine》2023年42號 - 連載中、講談社、出版9卷）

## 出處
1. ↑  .   [2018-12-13]. （原始内容存档于2018-04-25）.
2. ↑  .   [2018-12-13]. （原始内容存档于2018-04-25）.

## 外部連結
- 五十嵐正邦的X（前Twitter）